# 9262 Bordovitsyna
A 9262 Bordovitsyna (ideiglenes jelöléssel 1973 RF) a Naprendszer kisbolygóövében található aszteroida. Tamara Mihajlovna Szmirnova fedezte fel 1973. szeptember 6-án.